# Amini Cishugi
Henri Amini Cishugi, connu comme Amini Cishugi, né le 13 juillet 1996 à Bukavu, est un vidéaste web, blogueur et écrivain congolais. Il est connu pour ses vidéoblogs sur la région des Grands Lacs publiés sur YouTube depuis 2016.

## Biographie
Amini Cishugi est né le 13 juillet 1996 à Bukavu, dans l'est de la république démocratique du Congo durant la première guerre du Congo. Il est fils d'homme d'affaires congolais Raphaël Cishugi (sw) (1967-2018) et de Georgine Nyahengwa. À l’âge de 12 ans, il intègre l'internat de l'Institut Kashofu sur l'île d'Idjwi où il développe une passion pour la littérature et l'audiovisuel,.

## Carrière
En 2015, diplômé de l'école secondaire, Amini Cishugi déménage à Kampala pour poursuivre ses études universitaires en génie civil à l'Université internationale d'Afrique orientale. Il décide d'ouvrir une chaîne YouTube afin de partager sa passion. Le 25 décembre 2016, il réalise sa première vidéo en filmant sa journée de Noël passée dans le Parc d'attractions Wonder World Amusement Park dans le sud de Kampala en Ouganda. Il se fait rapidement connaitre du public grâce à ses vidéos blogs publiés sur YouTube,.
En 2020, Amini se lance à une tournée dans la région des pays des Grands Lacs, en particulier de quatre pays dont le Rwanda, le Burundi, la République démocratique du Congo et la Tanzanie. Après une série de vidéos réalisées sur l'ile d'Idjwi dans la province du Sud-Kivu, il part à la découverte du Burundi où il est bloqué à la suite de la fermeture des frontières pendant la période de la pandémie du COVID-19,. Sa chaine YouTube compte plus de 10 7000 abonnés au total, ce qui fait de lui l'un de jeunes influenceurs les plus suivis dans la sous-région de l’Afrique des grands lacs,.
En décembre 2020, il publie le livre « Ebola: Et maintenant, ils ne feront que parler de cette victoire », un livre qui est inspiré par la situation des guerres civiles et des massacres, mais aussi des épidémies, notamment celle d'Ebola à Béni dans l'est de la République démocratique du Congo,.

## Filmographie

### Séries blogs sur YouTube
- Un tour sur l’ile d’Idjwi
- 30 jours au Burundi
- Tout savoir sur les quartiers de Bujumbura
- Visitée d’été en Afrique
- Roadtrip dans les Grands lacs
- Étudier en Afrique

## Livres
- 2016 : AT HOME
- 2017 : Pleasure of the Spirit and Eyes
- 2017 : Journal de Ben Parker
- 2017 : Le Secret
- 2018 : Mon copain de New-York City[11]
- 2020 : Ebola : Et maintenant, ils ne feront que parler de cette victoire[10]